# Aaron Slight
Aaron Tony Slight (Masterton, 19 gennaio 1966) è un pilota motociclistico neozelandese ritiratosi dalle competizioni nel 2000.
Campione Australiano e Pan-Pacifico Superbike nel 1991 e tre volte vincitore della 8 Ore di Suzuka dal 1993 al 1995.
Viene ricordato come uno dei piloti più rappresentativi del mondiale Superbike essendo inserito nella hall of fame del campionato.

## Carriera
Aaron Slight debutta nel 1984 nel campionato neozelandese 250, competizione che vince nelle tre stagioni successive.
Nel 1988 partecipa come wild card al gran premio del Giappone nel motomondiale in 250 con una Yamaha TZ 250, non portando a termine la gara per un ritiro. Nella stessa stagione è iscritto, sempre come wild card, anche al GP del Giappone del mondiale superbike con una Bimota YB4 del team Super Angel Racing, finisce settimo gara 1 e quattordicesimo gara 2. Sempre con la Bimota YB4 del team Super Angel Racing partecipa in coppia con Paul Iddon alla 8 ore di Suzuka, ritirandosi dopo soli 56 giri.
Nel 1989 arriva terzo nel campionato Australiano Superbike con una Kawasaki ZXR, contestualmente partecipa, sempre come wild card con la ZXR del team Kawasaki Australia, anche a tre gran premi del mondiale superbike, conquistando anche il suo primo podio iridato in gara 1 nel gran premio della Nuova Zelanda sul circuito di Manfeild.
Nel 1990, ancora come wild card e sempre con la ZXR del team Shin-Etsu Kawasaki, partecipa ai gran premi d'Australia e Nuova Zelanda del mondiale superbike. Acquisisce un altro piazzamento a podio (terzo) in occasione della seconda gara sul circuito di Manfeild. Nel 1991 confermato con il team Kawasaki Australia, si laurea campione Australiano e Pan-Pacifico Superbike. In ambito mondiale, in tre gran premi (sei gare) come wild card ottiene due terzi posti, il primo in gara 1 sul circuito di Sugo ed il secondo a Phillip Island. Ottiene anche il sesto posto alla 8 ore di Suzuka di Endurance in coppia con Michael Dowson su Kawasaki.
Il 1992 segna il suo passaggio come pilota titolare nel mondiale superbike, sempre con la Kawasaki ZXR del team Moving Kawasaki. Conclude positivamente il suo primo campionato completo, ottenendo sei podi ed anche una vittoria al gran premio di Spagna ad Albacete, giungendo sesto nella classifica mondiale piloti con 249 punti.
Nel 1993, visto l'ottimo esordio, viene riconfermato dalla Kawasaki. Migliora ulteriormente i riscontri dell'anno precedente classificandosi terzo nella graduatoria piloti con 316 punti, realizzando ben 10 piazzamenti a podio e la vittoria in gara 1 al gran premio d'Italia sul circuito di Monza. Nello stesso anno vince la 8 ore di Suzuka in coppia con Scott Russell (che è anche il compagno di squadra nel mondiale superbike).
Nel 1994 resta nel mondiale Superbike ma viene ingaggiato dal team Castrol Honda alla guida della RC45. Ribadisce il terzo posto nel mondiale piloti con 277 punti ma non ottiene nessuna vittoria in gara con 10 podi stagionali (8 volte secondo). Vince per il secondo anno consecutivo la 8 ore di Suzuka questa volta, visto il cambio di moto, in coppia con Doug Polen. Nel 1995 continua con la RC45 del team ufficiale Castrol Honda. Anche in questa stagione arriva terzo nella classifica mondiale con 323 punti, realizzando due vittorie in gara (in gara 1 ad Albacete ed in gara 2 a Sentul) ed anche 11 podi. Vince per la terza volta consecutiva la 8 ore di Suzuka dividendo la moto con il giapponese Tadayuki Okada.
Nel 1996 è ancora con il team Castrol Honda ma quest'anno la casa giapponese schiera, nello stesso team del neozelandese, anche il campione del mondo in carica Carl Fogarty. La rivalità interna con il britannico stimola Slight che sfiora il titolo mondiale arrivando secondo con 347 punti, solo 22 punti in meno del campione Troy Corser. Ottiene anche il record personale di 13 podi stagionali conseguendo però una sola vittoria in gara 1 ad Hockenheim al GP di Germania. Nel 1997 è per il quarto anno alla ricerca del titolo iridato alla guida della Honda RC45. La stagione è da considerarsi deludente perché peggiora i risultati dell'anno precedente, posizionandosi terzo nella graduatoria mondiale con 343 punti, lasciando il titolo tanto agognato al compagno di squadra John Kocinski (arrivato proprio in questa stagione alla Honda per sostituire Fogarty). Partecipa anche alla 8 ore di Suzuka con Okada, giungendo in sesta posizione.
Il 1998 è l'anno della grande delusione per Slight, partito come uno dei favoriti, perde il mondiale all'ultimo gran premio stagionale sopravanzato di soli 4,5 punti dallo storico rivale Fogarty. Questa stagione, anche se segnata negativamente dalla perdita del titolo per poche lunghezze, resta la migliore in assoluto per il pilota neozelandese, che fa segnare il record di vittorie stagionali (cinque) ed anche 8 giri veloci in gara. Nel 1999 è per il sesto anno consecutivo riconfermato nel team Castrol Honda sempre con la RC45. La stagione però non è da ricordare, realizza 12 podi complessivi stagionali, ma termina quarto nel mondiale piloti con 323 punti staccato di 166 punti da Fogarty (vincitore del titolo), sorpassato nelle gerarchie di squadra anche dal giovane Colin Edwards che giunge secondo nella graduatoria mondiale. Sempre con il compagno di squadra Edwards partecipa alla 8 ore di Suzuka giungendo secondo.
Il 16 febbraio 2000, durante un test a Eastern Creek in vista dell'inizio della stagione, viene colpito da un malore improvviso preceduto da emicrania, problemi alla vista e perdita dell'equilibrio. Recatosi in ospedale per accertamenti gli viene diagnosticato un aneurisma cerebrale con conseguente emorragia. Operato di urgenza il 17 febbraio per rimuovere un grumo di sangue, il 20 febbraio 2000 viene dichiarato fuori pericolo di vita ma impossibilitato a prendere parte a competizioni motociclistiche della stagione 2000. L'11 maggio 2000 però, contravvenendo a quanto annunciato in precedenza, brucia le tappe della rieducazione e dopo sole 12 settimane dall'operazione al cervello, viene dichiarato idoneo alle competizioni motociclistiche. Rientra pertanto nel mondiale superbike sempre con il team Castrol Honda ma portando all'esordio la nuovissima VTR1000 SP, saltando soltanto i primi tre gran premi della stagione 2000. I risultati però non sono all'altezza di quelli precedenti, Slight si classifica ottavo nel mondiale piloti con 153 punti, senza realizzare alcun piazzamento a podio (miglior risultato il quarto posto in gara 2 ad Assen). Viste le difficoltà riscontrate nel riuscire a tornare un pilota competitivo e per tornare a combattere per il vertice della classifica mondiale, Slight decide di ritirarsi dal mondiale Superbike. Sempre nel 2000, a suggello di una carriera di alto livello, viene nominato membro dell'ordine al Merito della Nuova Zelanda per i suoi successi sportivi in ambito motociclistico.
Negli anni seguenti dal 2001 al 2008, spinto dalla passione per la velocità e per i motori, si dedica alle competizioni automobilistiche quali: il British Touring Car Championship, Stock Car Speed Association (ASCAR) ed il British GT Championship.

## Risultati in gara

### Campionato mondiale Superbike
| 1988 | Moto   |  |  |  |  |  |  |  |  |   |    |  |  |  |  |  |  |  |  |  |  |  |  |  |  |  |  | Punti | Pos. |
| ---- | ------ |  |  |  |  |  |  |  |  | - | -- |  |  |  |  |  |  |  |  |  |  |  |  |  |  |  |  | ----- | ---- |
| 1988 | Bimota |  |  |  |  |  |  |  |  | 7 | 14 |  |  |  |  |  |  |  |  |  |  |  |  |  |  |  |  | 5,5   | 42º  |

| 1989 | Moto     |  |  |  |  |  |  |  |  |  |  |  |  |   |   |  |  |  |  |   |   |   |     |  |  |  |  | Punti | Pos. |
| ---- | -------- |  |  |  |  |  |  |  |  |  |  |  |  | - | - |  |  |  |  | - | - | - | --- |  |  |  |  | ----- | ---- |
| 1989 | Kawasaki |  |  |  |  |  |  |  |  |  |  |  |  | 9 | 7 |  |  |  |  | 5 | 6 | 2 | Rit |  |  |  |  | 54    | 14º  |

| 1990 | Moto     |  |  |  |  |  |  |  |  |  |  |  |  |  |  |  |  |  |  |  |  |  |  |   |   |     |   | Punti | Pos. |
| ---- | -------- |  |  |  |  |  |  |  |  |  |  |  |  |  |  |  |  |  |  |  |  |  |  | - | - | --- | - | ----- | ---- |
| 1990 | Kawasaki |  |  |  |  |  |  |  |  |  |  |  |  |  |  |  |  |  |  |  |  |  |  | 8 | 7 | Rit | 3 | 32    | 19º  |

| 1991 | Moto     |  |  |  |  |  |  |  |  |  |  |  |  |  |  |   |   |   |   |  |  |  |  |  |  |   |     | Punti | Pos. |
| ---- | -------- |  |  |  |  |  |  |  |  |  |  |  |  |  |  | - | - | - | - |  |  |  |  |  |  | - | --- | ----- | ---- |
| 1991 | Kawasaki |  |  |  |  |  |  |  |  |  |  |  |  |  |  | 3 | 4 | 7 | 4 |  |  |  |  |  |  | 3 | Rit | 65    | 13º  |

| 1992 | Moto     |   |     |   |   |   |   |   |   |   |   |   |     |  |  |   |   |   |   |   |   |  |  |   |   |   |   | Punti | Pos. |
| ---- | -------- | - | --- | - | - | - | - | - | - | - | - | - | --- |  |  | - | - | - | - | - | - |  |  | - | - | - | - | ----- | ---- |
| 1992 | Kawasaki | 1 | Rit | 5 | 6 | 3 | 5 | 6 | 7 | 6 | 5 | 7 | Rit |  |  | 4 | 3 | 6 | 4 | 7 | 4 |  |  | 4 | 3 | 2 | 3 | 249   | 6º   |

| 1993 | Moto     |   |   |   |   |   |   |   |   |   |     |   |     |   |   |   |   |   |   |   |   |   |   |   |   |   |   | Punti | Pos. |
| ---- | -------- | - | - | - | - | - | - | - | - | - | --- | - | --- | - | - | - | - | - | - | - | - | - | - | - | - | - | - | ----- | ---- |
| 1993 | Kawasaki | 5 | 6 | 4 | 4 | 2 | 3 | 6 | 6 | 2 | Rit | 3 | Rit | 8 | 5 | 4 | 6 | 6 | 4 | 3 | 6 | 1 | 2 | 3 | 2 | 3 | 5 | 316   | 3º   |

| 1994 | Moto  |   |     |   |     |   |   |   |   |   |   |   |   |   |   |   |   |   |   |   |    |   |   |  |  |  |  | Punti | Pos. |
| ---- | ----- | - | --- | - | --- | - | - | - | - | - | - | - | - | - | - | - | - | - | - | - | -- | - | - |  |  |  |  | ----- | ---- |
| 1994 | Honda | 2 | Rit | 2 | Rit | 3 | 4 | 2 | 2 | 4 | 4 | 2 | 2 | 6 | 7 | 3 | 2 | 4 | 2 | 8 | 10 | 4 | 4 |  |  |  |  | 277   | 3º   |

| 1995 | Moto  |   |   |    |    |   |   |   |   |   |   |   |   |   |     |   |   |   |   |   |   |   |   |   |   |  |  | Punti | Pos. |
| ---- | ----- | - | - | -- | -- | - | - | - | - | - | - | - | - | - | --- | - | - | - | - | - | - | - | - | - | - |  |  | ----- | ---- |
| 1995 | Honda | 6 | 3 | 16 | 13 | 4 | 3 | 2 | 3 | 1 | 3 | 4 | 4 | 9 | Rit | 9 | 8 | 2 | 4 | 4 | 2 | 3 | 1 | 2 | 4 |  |  | 323   | 3º   |

| 1996 | Moto  |   |   |   |   |   |   |   |   |   |   |   |   |   |   |   |   |   |   |   |   |   |   |     |   |  |  | Punti | Pos. |
| ---- | ----- | - | - | - | - | - | - | - | - | - | - | - | - | - | - | - | - | - | - | - | - | - | - | --- | - |  |  | ----- | ---- |
| 1996 | Honda | 6 | 5 | 5 | 2 | 1 | 2 | 2 | 2 | 3 | 2 | 5 | 3 | 6 | 5 | 3 | 2 | 6 | 3 | 3 | 5 | 9 | 6 | Rit | 2 |  |  | 347   | 2º   |

| 1997 | Moto  |     |   |   |   |   |   |   |     |   |   |   |    |   |   |   |   |   |   |   |   |   |   |   |   |  |  | Punti | Pos. |
| ---- | ----- | --- | - | - | - | - | - | - | --- | - | - | - | -- | - | - | - | - | - | - | - | - | - | - | - | - |  |  | ----- | ---- |
| 1997 | Honda | Rit | 1 | 4 | 2 | 1 | 3 | 1 | Rit | 2 | 5 | 7 | 10 | 6 | 8 | 3 | 2 | 4 | 4 | 2 | 3 | 5 | 4 | 2 | 4 |  |  | 343   | 3º   |

| 1998 | Moto  |   |   |   |   |   |     |   |   |   |   |   |   |   |   |   |     |   |   |   |   |   |   |   |   |  |  | Punti | Pos. |
| ---- | ----- | - | - | - | - | - | --- | - | - | - | - | - | - | - | - | - | --- | - | - | - | - | - | - | - | - |  |  | ----- | ---- |
| 1998 | Honda | 9 | 2 | 4 | 4 | 2 | Rit | 4 | 2 | 1 | 4 | 1 | 1 | 8 | 8 | 8 | Inf | 2 | 5 | 1 | 1 | 4 | 2 | 7 | 6 |  |  | 347   | 2º   |

| 1999 | Moto  |   |   |   |   |   |     |   |   |   |     |   |   |   |   |   |   |   |   |     |   |   |   |   |   |    |    | Punti | Pos. |
| ---- | ----- | - | - | - | - | - | --- | - | - | - | --- | - | - | - | - | - | - | - | - | --- | - | - | - | - | - | -- | -- | ----- | ---- |
| 1999 | Honda | 3 | 2 | 4 | 4 | 2 | Rit | 4 | 7 | 5 | Rit | 2 | 2 | 5 | 4 | 9 | 6 | 2 | 2 | Rit | 3 | 3 | 3 | 2 | 3 | 16 | 13 | 323   | 4º   |

| 2000 | Moto  |  |  |  |  |  |  |   |   |   |   |   |   |     |   |   |   |   |   |   |     |   |   |   |     |    |   | Punti | Pos. |
| ---- | ----- |  |  |  |  |  |  | - | - | - | - | - | - | --- | - | - | - | - | - | - | --- | - | - | - | --- | -- | - | ----- | ---- |
| 2000 | Honda |  |  |  |  |  |  | 9 | 7 | 5 | 7 | 5 | 5 | Rit | 9 | 7 | 7 | 8 | 9 | 7 | Rit | 5 | 4 | 5 | Rit | 13 | 8 | 153   | 8º   |

| Legenda | 1º posto        | 2º posto            | 3º posto           | A punti      | Senza punti        | Grassetto – Pole position Corsivo – Giro più veloce |
| Legenda | Gara non valida | Non qual./Non part. | Ritirato/Non class | Squalificato | '-' Dato non disp. | Grassetto – Pole position Corsivo – Giro più veloce |

### Motomondiale
| 1988 | Classe | Moto   |     |  |  |  |  |  |  |  |  |  |  |  |  |  |  | Punti | Pos. |
| ---- | ------ | ------ | --- |  |  |  |  |  |  |  |  |  |  |  |  |  |  | ----- | ---- |
| 1988 | 250    | Yamaha | Rit |  |  |  |  |  |  |  |  |  |  |  |  |  |  | 0     |      |

| Legenda | 1º posto        | 2º posto            | 3º posto            | A punti      | Senza punti        | Grassetto – Pole position Corsivo – Giro più veloce |
| Legenda | Gara non valida | Non qual./Non part. | Ritirato/Non class. | Squalificato | '-' Dato non disp. | Grassetto – Pole position Corsivo – Giro più veloce |